# Gonyleptoides
Gonyleptoides es un género de arácnido  del orden Opiliones de la familia Gonyleptidae.

## Especies
Las especies de este género son:
- Gonyleptoides acanthoscelis
- Gonyleptoides curvifemur
- Gonyleptoides marumbiensis